# 歩度根
歩度根（呉音：ぶどこん／ぶだくこん、漢音：ほとこん／ほたくこん、拼音：Bùdùgēn、生年不詳 - 233年）は、中国後漢末魏初の鮮卑族の大人（たいじん：部族長）。兄は魁頭・扶羅韓。

## 経歴
兄で大人の魁頭が死ぬと、歩度根が代わって立った。鮮卑は、歩度根が指導者になってから、その部族の勢いがまた衰え、彼の次兄に当たる扶羅韓がまた別に数万の衆を擁して大人となった。
建安12年（207年）、曹操は柳城に遠征して烏桓の蹋頓単于らを斬って幽州を平定すると、歩度根・軻比能たちは護烏桓校尉の閻柔を通じて朝貢し、献上品をおくった。やがて軻比能は扶羅韓を殺し、その子の泄帰泥とその配下を手中に収め、歩度根と仇敵の間柄となった。
黄初元年（220年）、文帝が即位すると馬を献上して鮮卑王の称号を授かった。田豫が護烏桓校尉に任ぜられ、節（官位のない者を殺せる権限）を持ち、護鮮卑校尉も兼ねて、昌平に駐屯した。歩度根は使者を送って馬を献上し、文帝は歩度根に王の位を授けた。のちしばしば軻比能と戦闘を交えたが、歩度根の配下はだんだんと減り弱体となったため、その配下の一万余戸をひきいて太原郡と雁門郡とに入って安全を計った。歩度根はそのあと使者を送り、泄帰泥に誘いをかけ、泄帰泥はその部族民たちを引き連れて逃亡し、歩度根のもとに身を置いた。
黄初5年（224年）になって、歩度根は朝廷に参内し献上物をささげ、手厚い賜り物を授かった。これ以後はひたすら辺境の守りに努めて、侵入略奪を行うことはなかった。
明帝の青龍元年（233年）、軻比能は長年敵対関係にあった歩度根と和親の約束を結び、并州の支配を脱して自分のところに来るように誘った。魏からの離反を憂慮した并州刺史の畢軌は将の蘇尚・董弼を派遣し、歩度根を迎えに出た軻比能の軍を襲わせた。しかし軻比能の子が迎撃して、蘇尚・董弼を撃退した。その後、歩度根は泄帰泥と部族民全部をひきいて軻比能の配下に身を寄せると、并州を侵して略奪をはたらき、役人や民衆を殺害し俘虜として連れ去った。明帝は驍騎将軍の秦朗を征伐に向かわせると、歩度根は敗走し、軻比能に殺害された。

## 参考資料
- 『三国志』（魏書：明帝紀、鮮卑伝）